# Droits LGBT au Paraguay
Les personnes lesbiennes, gays, bisexuelles et transgenres (LGBT) au Paraguay sont confrontées à des défis juridiques que ne connaissent pas les résidents non LGBT. Les activités sexuelles entre hommes et femmes de même sexe sont légales au Paraguay, mais les couples de même sexe et les ménages dirigés par des couples de même sexe ne sont pas éligibles aux mêmes protections juridiques disponibles pour les couples mariés hétérosexuels. Le Paraguay reste l'un des rares pays conservateurs d'Amérique du Sud en ce qui concerne les droits LGBT.
En janvier 2018, la Cour interaméricaine des droits de l'homme (CIDH) statue que la Convention américaine relative aux droits de l'homme rend obligatoire et exige la reconnaissance du mariage homosexuel. La décision est pleinement contraignante pour le Costa Rica et établit un précédent contraignant pour d'autres pays d'Amérique latine et des Caraïbes, dont le Paraguay. En 2018, un procès s'ouvre pour reconnaître le mariage homosexuel qui s'appuie sur la décision de la CIDH.

## Loi sur les relations sexuelles entre personnes de même sexe
L'activité sexuelle entre personnes de même sexe est légale au Paraguay depuis 1880. L'âge du consentement au Paraguay est de 16 ans pour les personnes homosexuels et de 14 ans pour les hétérosexuels.
Pendant la dictature d'Alfredo Stroessner de 1954 à 1989, les personnes LGBT font face à de lourdes persécutions et sont contraintes de cacher leur identité. Le 1er septembre 1959, un incendie se déclare dans la capitale Asunción. Bernardo Aranda, un présentateur de radio, meurt dans l'incendie. La police intervient et blâme 108 homosexuels pour l'incendie. L'affaire est connue aujourd'hui sous le nom de « Affaire 108 » (Caso 108). Les accusés sont arrêtés, torturés et voient leurs noms être rendus publics. La presse accuse ensuite l'homosexualité d'être la cause de la mort d'Aranda, le gouvernement de Stroessner encourageant publiquement la haine et la violence contre les personnes LGBT, les qualifiant de « diaboliques », « vicieuses » et « anormales ». On ignore encore aujourd'hui si ces hommes avaient un lien avec la mort d'Aranda. Des groupes LGBT cherchent à honorer les victimes de l'affaire 108. En 2010, la cinéaste Renate Costa, dont l'oncle est l'un des 108. publie un documentaire, intitulé « 108 couteaux de Palo » (108 Cuchillo de Palo), composé d'interviews de survivants de l'affaire, et révèle la persécution à laquelle ils ont été confrontés.

## Reconnaissance des relations homosexuelles
- Mariage homosexuel
- Autre type de partenariat
- Pays faisant l'objet d'un avis consultatif de la CIDH
- Non-reconnu ou inconnu
- Non reconnu, mariage homosexuel interdit par la constitution
- Sanction de jure qui n'est pas appliquée de facto1
- Note : 1 Il peut s'agir de lois ou de décisions de justice récentes qui ont créé une reconnaissance juridique des relations homosexuelles, mais ne sont pas encore entrées en vigueur.

Reconnaissance des États des relations homosexuelles en Amérique du Sud :
Mariage homosexuel
Autre type de partenariat
Pays faisant l'objet d'un avis consultatif de la CIDH
Non-reconnu ou inconnu
Non reconnu, mariage homosexuel interdit par la constitution
Sanction de jure qui n'est pas appliquée de facto^{1}.

Il n'y a pas de reconnaissance légale des couples de même sexe. Depuis 1992, la Constitution du Paraguay limite le mariage, les unions de fait et la famille à « un homme et une femme », d'après les articles 49 à 52. En outre, l'article 140 du Code civil paraguayen interdit expressément le mariage entre personnes du même sexe. En juillet 2010, l'organisation « SOMOSGAY » annonce son intention de soumettre au Parlement un projet de loi sur le mariage homosexuel,. Cependant, aucun vote n'a lieu.
En mai 2017, le candidat présidentiel Santiago Peña du parti Colorado au pouvoir annonce son soutien au mariage homosexuel,. Il est rapidement critiqué par de nombreux députés ainsi que par le président Horacio Cartes, qui des mois auparavant a tenté de modifier la Constitution pour lui permettre d'être réélu, une décision considérée comme antidémocratique par les partis d'opposition. En 2013, Cartes aurait déclaré qu'il se tirerait une balle dans les testicules si son fils exprimait son intérêt à épouser un autre homme ,.
Le 12 janvier 2018, SOMOSGAY annonce son intention de déposer une requête auprès de la Cour suprême de justice, demandant à la cour de légaliser le mariage homosexuel dans le pays. L'organisation cite la décision du 9 janvier 2018 de la Cour interaméricaine des droits de l'homme (CIDH) qui dit que les signataires de la Convention américaine relative aux droits de l'homme (dont le Paraguay fait partie) sont tenus d'autoriser les couples de même sexe à se marier,. Les représentants du gouvernement réagissent négativement à la décision de la CIDH. En mars 2018, le candidat à la présidence Mario Abdo Benítez (Parti du Colorado) déclare qu'il opposerait son veto à tout projet de loi sur le mariage homosexuel adopté par le Congrès. Il gagne l'élection. D'autres opposants à la décision de la CIDH prétendent à tort qu'elle ne s'applique pas au Paraguay,. En mars 2019, avec 24 voix pour, le Sénat du Paraguay approuve un projet de déclaration se déclarant « pro-vie et pro-famille », opposé au mariage homosexuel et à l'avortement. Cette décision est critiquée par de nombreux législateurs qui soutiennent que l'État est laïc et ne peut imposer des principes moraux ou des valeurs liées à une religion.

## Adoption et parentalité
Depuis 1997, la loi sur l'adoption (en espagnol : Ley de Adopciones. Ley 1136 de 1997) dit que les célibataires, quel que soit leur sexe, peuvent adopter quel que soit leur état matrimonial. Les mariages et les unions de fait entre personnes de sexe opposé et les femmes célibataires ont la même préférence en matière d'adoption,,.

## Protections contre les discriminations
Au Paraguay, il n'existe pas de protection juridique étendue contre la discrimination LGBTI par le biais d'une loi anti-discrimination, cependant, certaines lois et décrets spécifiques envisagent dans leurs articles l'interdiction de la discrimination ou la protection fondée sur l'orientation sexuelle ou l'identité de genre, telles que :
- La loi 5162/2014 Code d'exécution pénale, Titre II sur l'exécution des mesures imposées aux adolescents, Chapitre III, partie de l'article 274, qui établit que : « Lorsque les adolescents doivent être hébergés dans des dortoirs collectifs, les éléments suivants doivent être pris en compte : l'âge, l'orientation sexuelle et le degré de développement psychique pour la distribution respective[23]. »

- Le décret 6973 réglementant la loi 577/2016 sur la « protection intégrale des femmes contre toutes les formes de violence », dans son article 3 sur les « personnes protégées », établit la protection des femmes dans des situations de violence sans aucune forme de discrimination fondée sur l'orientation sexuelle[24].

- La loi 6149/2018 sur la protection et les facilités pour la naturalisation des apatrides, dans son article 9 sur la non-discrimination, établit que : « les autorités garantiront le libre et plein exercice de tous les droits reconnus dans cette loi à l'apatride ou demandeur de reconnaissance d'une telle condition qui relève de la juridiction du pays, sans aucune discrimination fondée sur l'orientation sexuelle et l'identité de genre »[25]

- La loi 6534/2020 sur la protection des données personnelles de crédit, dans son article 3 (b), définit comme données personnelles sensibles « Celles qui se réfèrent à la sphère intime de son propriétaire, ou dont l'utilisation abusive peut donner lieu à une discrimination ou entraîner un risque grave les données personnelles pouvant révéler des aspects tels que l'origine raciale ou ethnique ; les croyances ou convictions religieuses, philosophiques et morales ; l'affiliation syndicale ; les opinions politiques ; les données relatives à la santé, à la vie, aux préférences ou à l'orientation sexuelle, les données génétiques ou biométriques destinées à identifier de manière unique un personne naturelle[26]. »

En novembre 2015, un projet de loi visant à interdire la discrimination fondée sur l'orientation sexuelle et l'identité de genre est présenté au Congrès,, mais n'a pas avancé depuis.
L'article 28 du Règlement intérieur du ministère de la Défense publique (en espagnol : Reglamento Interno del Ministerio de la Defensa Pública) interdit la discrimination fondée sur l'orientation sexuelle à l'égard des employés du ministère de la Défense.

## Identité et expression de genre
Au Paraguay, les personnes transgenres ne sont pas autorisées à changer légalement de nom et de sexe sur les documents officiels. En 1993, María Gloria Bobadilla saisit le tribunal civil du Paraguay au nom d'une paraguayenne vivant en Italie, qui a connu une opération de changement de sexe et souhaite être officiellement enregistrée en tant que femme. Cependant, elle décède dans un accident de la circulation avant que l'affaire ne puisse être tranchée. En décembre 2016, deux femmes transgenres – Yren Rotela et Mariana Sepúlveda – intentent une action en justice pour changer de nom, sur la base de l'article 25 de la Constitution sur la libre expression et la libre construction de l'identité, et de l'article 42 du Code civil qui permet le changement de prénom. En 2022, devant le manque de résultat, elles portent leur action à l'ONU.
En octobre 2016, le ministère de la Santé publique et du Bien-être social approuve la résolution 695 (Resolución 695) établissant que toutes les personnes transgenres peuvent utiliser leur nom social sur les dossiers médicaux, les antécédents médicaux et les formulaires. Elle prévoit également que les fonctionnaires travaillant dans les réseaux intégrés de services de santé (RIISS) sont tenus de fournir une assistance et de traiter obligatoirement les patients transgenres avec le nom social avec lequel ils s'identifient,.

## Thérapies de conversion
La loi 7018 sur la santé mentale, promulguée le 15 novembre 2022, stipule dans son article 3 que « En aucun cas, un diagnostic ne peut être posé dans le domaine de la santé mentale sur la base exclusive du choix ou de l'identité sexuelle. »

## Service militaire
Il n'y a pas d'interdiction officielle qui empêche l'entrée des gays, lesbiennes et bisexuels dans les forces armées du Paraguay ou dans la police nationale.
En juin 2010, la Chambre des députés rejette, par 42 voix contre et 4 pour, un projet de loi qui voulait interdire l'entrée des homosexuels dans les Forces publiques, composée des militaires et des forces de police.

## Programme scolaire
En octobre 2017, le gouvernement du Paraguay met en place l'interdiction de discuter des questions LGBT dans les écoles publiques. Le ministre de l'Éducation ajoute qu'il envisage de brûler des livres qui sensibilisent les personnes sur la question de la transidentité.

## Conditions de vie
Le Paraguay est considéré comme l'un des pays les plus conservateurs d'Amérique du Sud. Les signalements de violence et de discrimination contre les membres de la communauté LGBT sont fréquents et souvent ignorés par la police. L'Église catholique conserve une forte influence et présence dans le pays et s'oppose fermement aux mesures visant à améliorer la vie des personnes LGBT. L'attitude de la population générale à l'égard du mariage homosexuel et des droits des LGBT restent généralement peu favorable par rapport aux autres pays d'Amérique du Sud, en particulier l'Argentine et le Brésil. De plus, une montée récente du fondamentalisme religieux suscite des inquiétudes parmi les groupes de défense des LGBT.

### Marches des fiertés
Depuis 2004, des groupes LGBT organisent des marches à Asunción.

## Opinion publique
Selon une enquête du Pew Research Center, menée entre le 26 novembre 2013 et le 8 janvier 2014, 15% des Paraguayens étaient favorables au mariage homosexuel, 81% s'y opposaient,.
Le Baromètre des America Barometer de 2017 montre que 26 % des Paraguayens soutiennent le mariage homosexuel à l'époque.

## Sommaire
| Activité sexuelle homosexuelle légale                                                                          | (Depuis 1880)                                                        |
| Âge égal du consentement                                                                                       | à partir de 16 ans (différent des relations hétérosexuelles)         |
| Lois anti-discrimination dans l'emploi uniquement                                                              | / (Certaines protections limitées pour les employés du gouvernement) |
| Lois anti-discrimination dans la fourniture de biens et de services                                            | No                                                                   |
| Lois anti-discrimination dans tous les autres domaines (y compris discrimination indirecte, discours de haine) | No                                                                   |
| Mariages homosexuels                                                                                           | (Interdiction constitutionnelle depuis 1992)                         |
| Reconnaissance des couples de même sexe                                                                        | (Interdiction constitutionnelle depuis 1992)                         |
| Adoption d'un beau-fils par des couples de même sexe                                                           | No                                                                   |
| Adoption conjointe par des couples de même sexe                                                                | No                                                                   |
| Les lesbiennes, gays et bisexuels autorisés à servir dans l'armée                                              | Yes                                                                  |
| Droit de changer de sexe légal                                                                                 | No                                                                   |
| La thérapie de conversion de l'orientation sexuelle interdite par la loi                                       | (Depuis 2022)                                                        |
| Accès à la FIV pour les lesbiennes                                                                             | No                                                                   |
| La maternité de substitution pour les couples homosexuels masculins                                            | No                                                                   |
| HSH autorisés à donner du sang                                                                                 | No                                                                   |